# Дацків Володимир Михайлович
Володимир Михайлович Дацків  — солдат Збройних Сил України, учасник російсько-української війни, що загинув у ході російського вторгнення в Україну в 2022 році.

## Життєпис
Володимир Дацків народився 25 квітня 1969 року в селі Куличків Сокальського району (з 2020 року — Червоноградського району Львівської області, де й мешкав. З 2008 року працював на шахті «Лісова» гірником підземним на дільниці конвеєрного транспорту ДП «Львіввугілля». Брав участь в антитерористичній операції, учасник бойових дій. З початком повномасштабного російського вторгнення в Україну був мобілізований 25 лютого 2022 року та перебував на передовій. Про загибель стало відомо на початку липня 2022 року. Про дату прощання із загиблим та його похорону не повідомляють.

## Родина
У загиблого залишилися дружина та двоє дітей.

## Нагороди
- Орден «За мужність» III ступеня (2022, посмертно) — за особисту мужність і самовіддані дії, виявлені у захисті державного суверенітету та територіальної цілісності України, вірність військовій присязі[3].